# Uspénskaya
Uspénskaya (del ruso: Успе́нская) es una stanitsa del raión de Bélaya Glina del krai de Krasnodar de Rusia. Está situada próximA a la frontera del óblast de Rostov, a orillas del río Kalaly, afluente del Yegorlyk, de la cuenca del Don 41 km al sur de Bélaya Glina y 181 km al nordeste de Krasnodar, la capital del krai. Tenía 4 185 habitantes en 2010
Es cabeza del municipio Uspénskoye, al que pertenecen asimismo Novolokinskaya y Turkinski.

## Historia
El asentamiento Uspénskoye fue fundado en 1804 y en 1833 recibió el estatus de stanitsa con el nombre actual. A finales del siglo XIX contaba con 9 380 habitantes. Hasta 1920 pertenecía al otdel de Kavkázskaya del óblast de Kubán.

## Nacionalidades
De los 4 622 habitantes en 2002, el 95.5 % era de etnia rusa, el 1.4 % era de etnia gitana, el 1 % era de etnia ucraniana, el 0.2 % era de etnia armenia, el 0.2 % era de etnia azerí, el 0.2 % era de etnia georgiana, el 0.1 % era de etnia adigué, el 0.1 % era de etnia tártara y el 0.1 % era de etnia alemana.